# Orientacja (geometria)
Orientacja to pojęcie związane z układami współrzędnych, bryłami oraz z przestrzenią trójwymiarową.
Orientacja wyznaczana jest pomiędzy dwoma układami współrzędnych (przy czym jeden jest układem odniesienia) i określa o jakie kąty należy obrócić układ współrzędnych związany z badanym obiektem (bryłą), aby pokrył się on z układem odniesienia. Zapisywana jest jako wektor {\displaystyle {\begin{bmatrix}\alpha &\beta &\gamma \end{bmatrix}},} którego składowe oznaczają kolejno obrót wokół osi X, Y oraz Z.
Jako przykład można podać łódkę na jeziorze. Z łódką oraz taflą jeziora związane są układy współrzędnych, przy czym układ tafli jest układem odniesienia. Łódka może kiwać się na boki, na falach dziób może unosić się do góry, łódka może także kierować swój dziób w lewo, albo prawo. Ogółem daje to 3 różne kąty.
Orientacja związana jest z bryłą, jednakże w robotyce przyjmuje się, że punkt materialny także może mieć orientację. Takie założenie pojawia się w momencie, gdy robot traktowany jest jako punkt, a wszystkie przeszkody zostają powiększone o jego wymiar.